# زقزاق قزويني
زقزاق قزويني أو زقزاق آسيوي يسمى أيضا قطقاط قزويني (الاسم العلمي: Charadrius asiaticus) (بالإنجليزية: Caspian Plover)‏ هو نوع من الطيور يتبع جنس الزقزاق من فصيلة الزقزاقية.
وهو من طيور الزقزاق التي لاتشاهد عادة على السواحل فهي تعتبر من الطيور البرية. وتفضل المناطق العشبية وشبه الصحراوية، لون أعلى الرأس بني فاتح، ولون الرأس والبطن أبيض، ونشاهد فوق العينين خط أبيض عريض، الذكر له صدر أحمر كما يوحي الاسم المحلي، والأنثى لون صدرها بني فاتح، وهو مهاجر شائع.

## وصلات خارجية
- الحيوان البري في البلاد العربية من الموسوعة العربية العالمية
- موقع طيور الكويت فيه صور لطائر الهدهد في الكويت وغيره من الطيور